# تلاميذ المسيح
في الديانة المسيحية، التلاميذ (باليونانيّة: μαθἡτἡς) هم طلاب للمسيح خلال رسالته. رغم أن المصطلح قد يستعمل للدلالة على رسل المسيح الإثنا عشر، تم استخدامه في الاناجيل للدلالة على أعداد مختلفة من التلاميذ. في سفر أعمال الرسل، الرٌسل انفسهم لهم تلاميذ. كلمة «تلميذ» تٌستعمل ككلمة لتعريف الأشخاص الذين يطلبون التعلٌم من المسيحية.
بعد تجربة الجبل، وخلال المرحلة اللاحقة، أخذ يسوع المسيح يشكّل نواة مقربة من التابعين ليكونوا حلقة مقربة منه وسندًا يعاونه في رسالته، وهم التلاميذ الاثني عشر، وضمن هذه الحلقة هناك حلقة أصغر مكونة من بطرس ويوحنا بن زبدي وأخاه يعقوب. وقد تمت أغلب الدعوات في الجليل، ودُعي بطرس وأندراوس بينما كان يلقيان الشبكة لصيد السمك في بحيرة طبرية، وكذلك يوحنا ويعقوب (). وبشكل عام، فإن الخلفيّة الثقافيّة أو المراكز الاجتماعية للتلاميذ لم تكن مرموقة بشريًا، لعلّ أوفرهم ثقافة دنيويّة هو متى الذي دعاه يسوع المسيح من مكتب جباية الضرائب، وهي المهنة التي كانت ينظر إليها عوام اليهود بكونها خيانة وعمالة للرومان، ما استدعى اعتراضًا من الفريسيين فأجابهم السيد المسيح بأن ليس الأصحاء محتاجين إلى طبيب بل المرضى كما يوضح في.
وكذلك، فقد كان التلاميذ متنوعين في المشارب السياسية، إذ تسجل القائمة سمعان الغيور ويهوذا الإسخريوطي على أنهما من شيعة الغيورين التي كانت تنتهج الكفاح المسلح ضد الرومان، وترى المسيح قائدًا حربيًا قبل أن يكون مصلحًا دينيًا، ولعلّ ذلك هو السبب الأبرز الذي دفع يهوذا لخيانة معلمه. وتذكر الأناجيل، مجموعة أكبر كانت تتبعه، دون أن تحسب على التلاميذ، وكان من ضمن هذه المجموعة الأوسع نساء ()، كما عيّن اثنين وسبعين آخرين وأرسلهم اثنين اثنين ليسبقوه إلى كل مدينة أو مكان كان على وشك الذهاب إليه؛ وقد منح المسيح التلاميذ سلطانًا لكي يشفوا الأمراض، ويطردوا الأرواح النجسة؛ ورغم مجاورتهم له، إلا أنه كان يرسلهم أيضًا مبشرين، وزودهم بمجموعة من النصائح ()، فباتوا في أعقاب ذلك يدعون رسل المسيح، وطالبهم بعد قيامته، بنقل تعاليمه لجميع الناس.

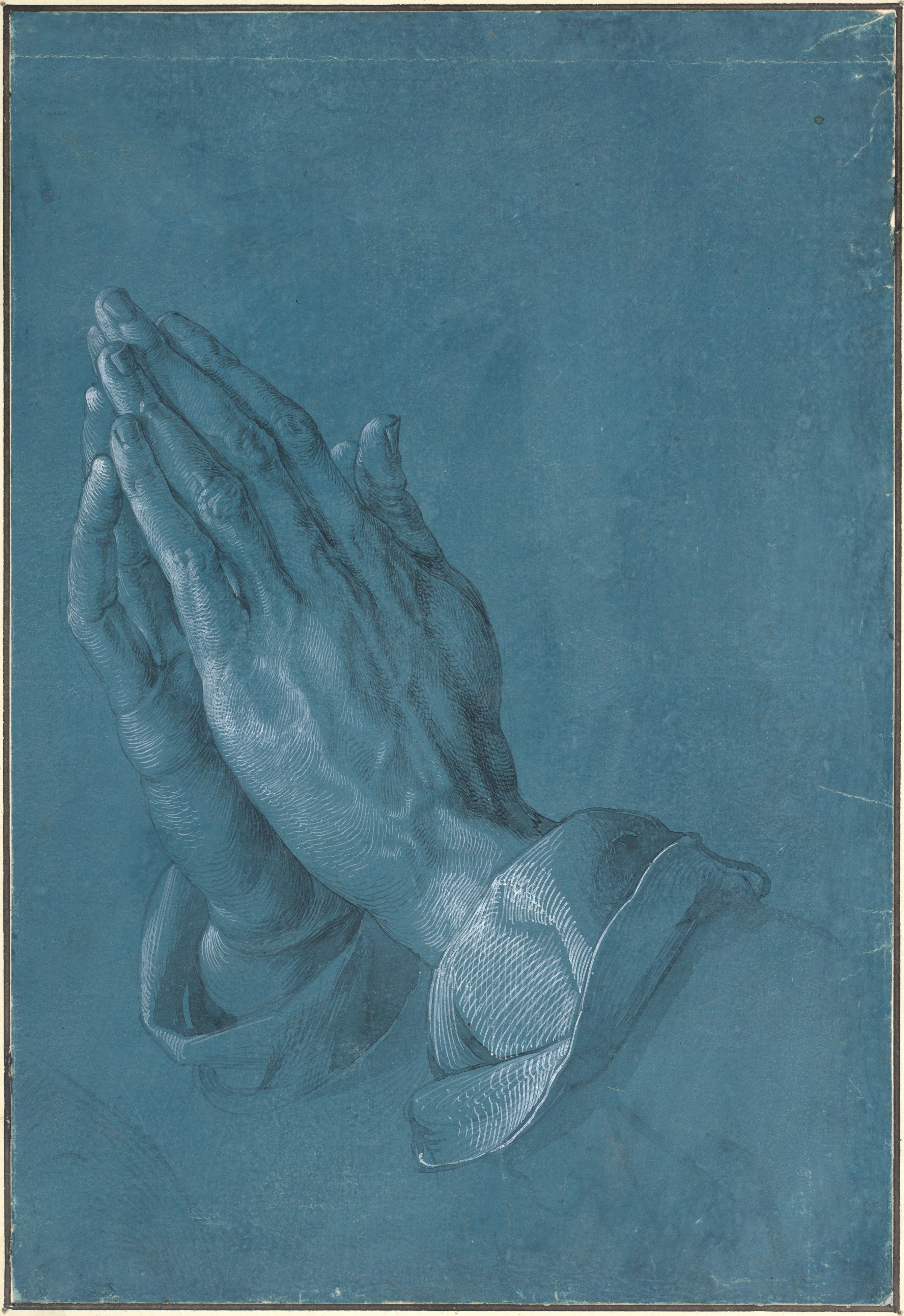
أيدي الصلاة بالقلم الجاف والحبر بريشة ألبريشت دورر سنة 1508. تصور يدي أحد تلاميذ المسيح بوضعية الصلاة. متحف ألبرتينا في فيينا ، النمسا.

وبشكل عام، لم يكن التلاميذ دومًا فاهمين لقصد المسيح أو الغاية التي اجترح بها أحد أعماله أو أمثاله. فتسجل الأناجيل عددًا من المناسبات التي وبخ بها السيد المسيح تلاميذه على شكّهم أو قلة إيمانهم أو ترددهم، رغم الآيات والعجائب التي شهدوها (؛). غير أنه وبعد قيامته، يذكر سفر أعمال الرسل دورهم التبشيري والشجاعة التي تحلوا بها، وفهم الكتاب وجميع أعمال يسوع، حتى قتل لإيمانهم به أغلبهم. وسوى ذلك، فقد رفع تعليمهم وقبولهم على أنه منه هو شخصيًا كما في.
ومجمل الأمر، أن الكنيسة قامت بجهودهم؛ وبينما يرى الأرثوذكس والبروتستانت، أن التلاميذ متساوين في السلطة أو أن بطرس متقدم عليهم شرفيًا، يرى الكاثوليك أن لبطرس سلطة فعلية «كرأس للرسل» لا شرفيًا فقط استنادًا إلى مواضع منها.

## المصطلح
مصطلح «التلاميذ» مشتق من الكلمة اليونانية في العهد الجديد من الكتاب المقدس μαθἡτἡς والكلمة اللاتينية لها discipulus. لا يجب الخلط بين كلمة التلاميذ والرُسُل، حيث كلمة الرُسُل تعني الرسول الذي تم ارساله.
التلميذ هو من يدرس أو يتعلم، وتستعمل عادة للدلالة على من يتبع معلما معينا تمييزا له عن المعلم نفسه (مت 10: 24، لو 6: 40)، وهي لا تعني قبول التعليم فحسب، بل والسير بمقتضاه في الحياة. وكان 22: 16، مرقس 2: 18، لو 5: 33) ولموسى (يو 9: 28). ولكنها أكثر ما تستخدم للدلالة على اتباع يسوع: لاشعياء تلاميذ (أش 8: 16)، وليوحنا المعمدان (مت 9: 14، لو 7: 18، يو 3: 25)، وكذلك للفريسيين (مت (أ) ــ بالمعنى الواسع (مت 10: 42، لو 6: 17، يو 6: 66) وهي اللقب الوحيد لاتباع يسوع في الأناجيل. (ب) ــ تستخدم بشكل خاص للدلالة على الإثني عشر (مت 10: 1، 11: 1، 12: 1.. الخ). (ج) ــ تطلق بعد صعود المسيح على كل من يعترفون بيسوع ربا ومسيحا (أع 6: 1 و2 و7، 9: 36). وقد «دعى التلاميذ مسيحيين في إنطاكية أولا» (أع 11: 26).
و لكن كلمة التلاميذ تعني الذين لهم مٌعلم يتعلمون منه وان التلميذ هو الذي يتم ارساله لتعليم ما اخذه من مٌعلمه للاخرين.

## تلاميذ يسوع الناصري

### التلاميذ الأربعة
في الفصل الأول من إنجيل مرقس، دعى يسوع أربعة رجال من البحيرة في الجليل، وهم: سمعان والذي سٌمي الصخرة أو بطرس، وأخوه أندراوس ويعقوب بن زبدي ويوحنا (الذين سٌميا لاحقاً ابنا الرعد
«بوانرجس»). الاناجيل الازائية تشترك بذكر هذا الحدث (متى 22-4:18 ولوقا 11-5:1). في إنجيل يوحنا 51-1:35 يذكر وجود أربعة تلاميذ
هم: سمعان واندراوس وفيلبس ونثنائيل.

### الرسل الاثنا عشر

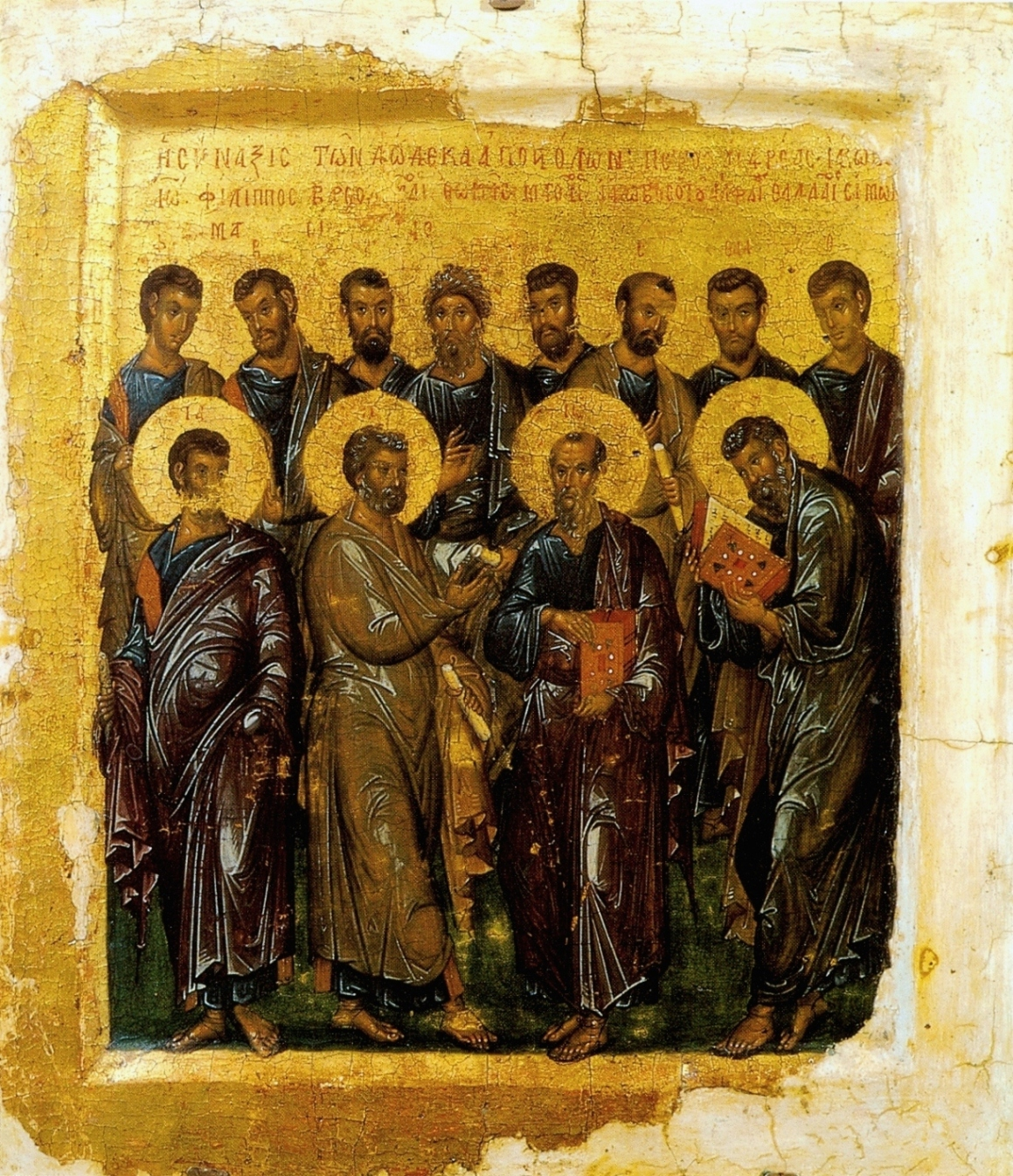
أيقونة قديمة من القرن الرابع عشر تظهر التلاميذ الإثني عشر.

المقال الرئيسي هو: رسل المسيح الإثنا عشر
معظم الانتباه في الاناجيل وفي أعمال الرسل على بعض من التلاميذ الذين دعاهم المسيح عند الجبل واوكلهم بمهام وسماهم الرسل الاثنا عشر وهم:
- سمعان (شمعون) المدعو بطرس
- أندراوس (حيث يذكر إنجيل متى ولوقا بأنه أخ لسمعان بطرس)
- يعقوب (ابن زبدي حسب إنجيل مرقس ومتى)
- يوحنا (إنجيل مرقس ومتى يذكران انه أخ ليعقوب بن زبدي)
- فيلبس
- برثلماوس (سٌميَ نَثَنَائِيلَ في إنجيل يوحنا)
- متى (وهو متى المٌبشر وهو جابي ضرائب) ويدعى لاوي في انجيلي لوقا ومرقس.
- توما.
- يعقوب بن حلفى.
- سمعان القانوي حسب إنجيل مرقس ومتى ولوقا.
- يهوذا تداوس (سٌميَ تداوس في انجيلي مرقس ومتى، وهو أخو يعقوب بن حلفى حسب إنجيل لوقا).
- يهوذا الاسخريوطي.

### الجموع الكثيرة والسبعين تلميذ
لا يٌعطى عدد الأشخاص الذين بين تلاميذ المسيح في الاناجيل. ونرى ان جماعة أكبر من الناس والذين ممكن تعريفهم بالتلاميذ في موعظة الجبل (لوقا 6:17).
إضافةً لذلك، هناك سبعين (أو اثنان وسبعين) من الأشخاص الذين أٌرسلوا اثنين اثنين لتهيئة الطريق للمسيح (لوقا 10). يشار اليهم عادةً بالسبعين أو التلاميذ السبعين. وهم يأكلون أي طعام يقدم لهم ويشفون المرضى وينشرون الكلمة «بأن ملكوت الله قريب»، ومن يسمع لهم كأنما هو يسمع المسيح ومن يرفضهم كأنما هو يرفض المسيح ومن رفض المسيح يرفض الذي أرسله. ولهم سلطة على الشرير واسمائهم مكتوبة في السماء.

### الطريق إلى عمواس
كليوباس هو أحد التلاميذ الذين ظهر لهم المسيح بعد قيامته من الأموات في عمواس (لوقا 24:18). وَكَانَ كليوباس وتلميذ اخر غير معروف اسمه مُنْطَلِقَيْنِ فِي يوم قيامة المسيح إِلَى قَرْيَةٍ تَبْعُدُ سِتِّينَ غَلْوَةً (نَحْوَ سَبْعَةِ أَمْيَالٍ) عَنْ أورشليم، اسْمُهَا عِمْوَاسُ، وَكَانَا يَتَحَدَّثَانِ عَنْ جَمِيعِ مَا حَدَثَ في أورشليم مع رجل غريب كانا يسأل عما حدث. وبينما هو يمشي معهم، طلبوا منه قَائِلَيْنِ: «انْزِلْ عِنْدَنَا، فَقَدْ مَالَ النَّهَارُ وَاقْتَرَبَ الْمَسَاءُ». فَدَخَلَ لِيَنْزِلَ عِنْدَهُمَا. قام الغريب بأَخَذَ الْخُبْزَ، وَبَارَكَ، وَكَسَّرَ، وَأَعْطَاهُمَا كالمسيح القائم، وبعدها اختفى. ثُمَّ قَامَا فِي تِلْكَ السَّاعَةِ عَيْنِهَا، وَرَجَعَا إِلَى أورشليم، ليخبرا التلاميذ بما حصل. هذا الحدث غير مذكور في إنجيل متى ومرقس ويوحنا.

### النسوة
في إنجيل لوقا (42-10:38)، مريم اخت لعازر وخلافاً لاختها مارثا – التي كانت مشغولة بشؤون الخدمة- عند زيارة المسيح لهم فضلت الجزء الاروع الذي هو الاستماع للمسيح. في إنجيل يوحنا يذكر ان مريم هِيَ الَّتِي دَهَنَتِ الرَّبَّ بِالْعِطْرِ وَمَسَحَتْ قَدَمَيْهِ بِشَعْرِهَا وَكَانَ لِعَازَرُ الْمَرِيضُ أَخَاهَا. في إنجيل لوقا يذكر ان امرأة غير معروفة «خاطئة» جاءت إلى منزل الفريسي ودَهَنَت قدَم المسيح. في التقليد الكاثوليكي تٌعد مريم اخت لعازر كمريم المجدلية.
في إنجيل لوقا بأنه كان هناك العديد من الناس الذين يتبعون المسيح والرسل الاثنا عشر. من بينهم سمى ثلاثة نساء: مَرْيَمُ الْمَعْرُوفَةُ بِالْمَجْدَلِيَّةِ وَيُوَنَّا زَوْجَةُ خُوزِي وَكِيلِ هِيرُودُسَ، وَسُوسَنَّةُ، وَغَيْرُهُنَّ كَثِيرَاتٌ مِمَّنْ كُنَّ يُسَاعِدْنَهُ بِأَمْوَالِهِنَّ (لوقا 3-8:2).
مَرْيَمُ الْمَجْدَلِيَّةِ وَيُوَنَّا هما الذان حَضَرا جثة المسيح للدفن «حسب إنجيل لوقا في حدث القيامة» وهم من بشروا الرسل لاحقاً بقيامة المسيح من بين الأموات وحدثوهم عن الرجلين ذووا الثياب الناصعة البيضاء. مريم المجدلية هي من التلاميذ المعروفين غير الاثنا عشر. وفي الاناجيل هناك نساء عاينوا الصلب وقسم اخر شاهد على القيامة. حسب مرقس من النساء الذين كانوا عند الصليب َمَرْيَمُ أُمُّ يَعْقُوبَ الصَّغِيرِ وَيُوسِى، وَسَالُومَةُ عند الصلب، وَسَالُومَةُ عند القبر. إنجيل يوحنا يضم مريم زوجة كلوبا عند الصلب.

## الرسولية
ربما ان المفهوم الأكثر شمولية لتلاميذ المسيح هو كما جاء في إنجيل يوحنا (35-13:34) «وَصِيَّةً جَدِيدَةً أَنَا أُعْطِيكُمْ: أَحِبُّوا بَعْضُكُمْ بَعْضاً، كَمَا أَحْبَبْتُكُمْ أَنَا، تُحِبُّونَ بَعْضُكُمْ، بِهَذَا يَعْرِفُ الْجَمِيعُ أَنَّكُمْ تَلاَمِيذِي: إِنْ كُنْتُمْ تُحِبُّونَ بَعْضُكُمْ بَعْضاً». يمكن ان نجد تعريف اخر في إنجيل
لوقا 14. بعض من التعاريف لكلمة تلميذ مذكورة في:
- لوقا 14:26 «إِنْ جَاءَ إِلَيَّ أَحَدٌ، وَلَمْ يُبْغِضْ أَبَاهُ وَأُمَّهُ وَزَوْجَتَهُ وَأَوْلاَدَهُ وَإِخْوَتَهُ وأَخَوَاتِهِ، بَلْ نَفْسَهُ أَيْضاً، فَلاَ يُمْكِنُهُ أَنْ يَكُونَ تِلْمِيذاً لِي».
- لوقا 14:27 «وَمَنْ لاَ يَحْمِلُ صَلِيبَهُ وَيَتْبَعُنِي، فَلاَ يُمْكِنُهُ أَنْ يَكُونَ تِلْمِيذاً لِي».
- لوقا 14:33 «هَكَذَا إِذَنْ، كُلُّ وَاحِدٍ مِنْكُمْ لاَ يَهْجُرُ كُلَّ مَا يَمْلِكُهُ، لاَ يُمْكِنُهُ أَنْ يَكُونَ تِلْمِيذاً لِي».

عموما، في اللاهوت المسيحي يعتبر مصطلح الرسولية هو ان يتحول الشخص لكي ينظر للامور بمنظار اخر وان يختبر الحياة التي عاشها المسيح وبحسب مفهوم الثالوث في الاهوت ان يختبر حياه الرب الاله.
فالرسول هو ليس من يجمع أكبر قدر من المعلومات أو الذي يغير من تصرفاته حسب الشيء الذي يطلبه المسيح ولكن يسعى بشكل أساسي ان يحذوا حذوَ المسيح في كل طريق وإضافة إلى التكريس لله.

## مواقع خارجية
- St-Takla.org